# Степанецкое

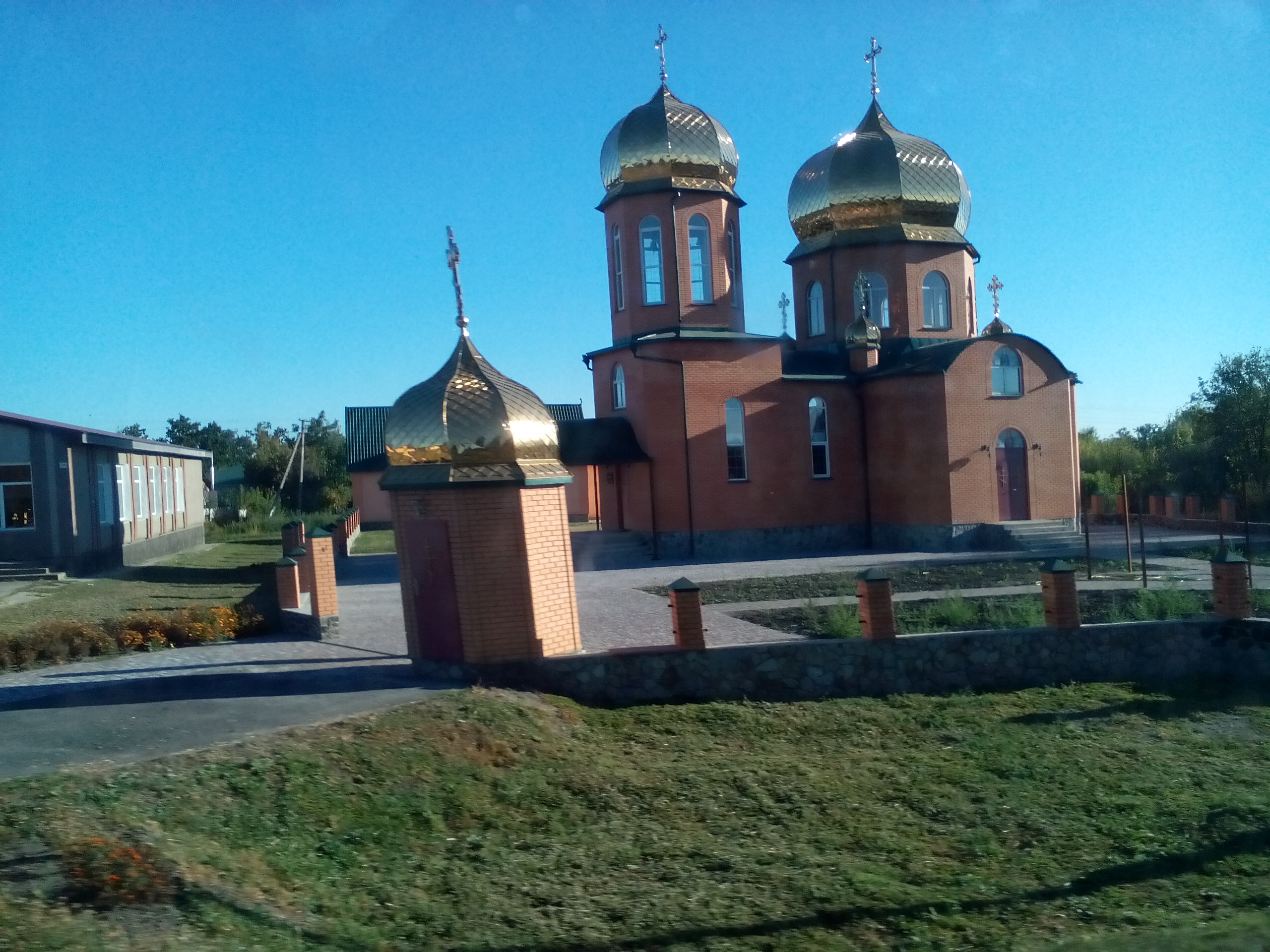
Церковь в Степанецком

Степанецкое (укр. Степанецьке) — посёлок в Каневском районе Черкасской области Украины. Название связано со старой, казацкой, украинской фамилией Степанец.
Население по переписи 2001 года составляло 381 человек. Занимает площадь 4,3158 км². Почтовый индекс — 19031. Телефонный код — 4736.

## Местный совет
19031, Черкасская обл., Каневский р-н, с. Степанцы